# Martinja vas (Trebnje, Slovenija)
Martinja vas je naselje u slovenskoj Općini Trebnju. Martinja vas se nalazi u pokrajini Dolenjskoj i statističkoj regiji Jugoistočnoj Sloveniji. 

## Stanovništvo
Prema popisu stanovništva iz 2002. godine naselje je imalo 101 stanovnika.